# Hieracium crassiceps
Hieracium crassiceps là một loài thực vật có hoa trong họ Cúc. Loài này được (Dahlst.) Dahlst. mô tả khoa học đầu tiên.